# Petra en Alabanza
Petra en Alabanza es el primer álbum en español lanzado por la banda de rock cristiano, Petra. Fue lanzado en 1992. 
El álbum es una versión en español del primer álbum de alabanza de la banda (Petra Praise: The Rock Cries Out). Las canciones fueron traducidas por Juan Salinas de CanZion.

## Lista de canciones
1. "Amo Al Señor" – 3:16
2. "Rey De Reyes" – 1:47
3. "Cristo Glorioso Rey" – 2:18
4. "La Batalla Es De Nuestro Señor" – 3:04
5. "Señor Llévame A Tus Atrios" – 4:11
6. "La Salvación Es De Nuestro Señor" – 2:56
7. "El Rey De Gloria Entrará" – 3:10
8. "Yo Celebraré/El Espíritu De Dios" – 4:15
9. "Te Alabo" – 2:45
10. "Tu Nombre Santo Es" – 4:12
11. "Amigos" – 4:20
12. "Clamaré A Mi Señor" –7896 3:48
13. "Te Exaltamos" – 3:46

## Personal

### Petra
- Bob Hartman - Guitarra
- John Schlitt - Voz principal
- John Lawry - Instrumento de teclado
- Ronny Cates - Bajo
- Louie Weaver - Batería

## Producción
- Bob Hartman y John Lawry - Productores

## Grabación
- Voces grabadas por Gerardo Hernández en los Shakin' Studios, Franklin, Tennessee.